# سفارة تونس في تركيا
سفارة تونس في تركيا هي التمثيلية الرسمية وسفارة تونس في تركيا. تقع السفارة في العاصمة أنقرة.

## السفراء
سفراء تونس في تركيا هم على التوالي:
| السفير          | تاريخ التعيين  | تاريخ التعيين | تاريخ تقديم أوراق الاعتماد | تاريخ تقديم أوراق الاعتماد |
| --------------- | -------------- | ------------- | -------------------------- | -------------------------- |
| عبد الكريم قانة | 7 يناير 1981   | [ 2 ]         |                            |                            |
| عثمان اللعواني  | 26 أكتوبر 1983 | [ 3 ]         |                            |                            |
| الحاج قلاعي     | 20 أبريل 2010  | [ 4 ]         |                            |                            |
| محرز بن رحومة   | 5 سبتمبر 2011  | [ 5 ]         |                            |                            |
| محمد صالح تقية  | 3 ديسمبر 2013  | [ 6 ]         |                            |                            |

## القنصلية
لدى تونس قنصلية واحدة في تركيا، وهي قنصلية عامة تقع في إسطنبول تم افتتاحها في 18 سبتمبر 2013.
| القنصل العام       | تاريخ التعيين  | تاريخ التعيين | تاريخ تقديم أوراق الاعتماد | تاريخ تقديم أوراق الاعتماد |
| ------------------ | -------------- | ------------- | -------------------------- | -------------------------- |
| نائلة شالة الشبعان | 28 يناير 2014  | [ 8 ]         |                            |                            |
| فيصل بن مصطفى      | 16 ديسمبر 2016 | [ 9 ]         |                            |                            |

## مقالات ذات صلة
- العلاقات التركية التونسية
- سفارة تركيا في تونس